# Villa de María del Río Seco
Villa de María del Río Seco (usualmente abreviado como Villa de María, não confundir com Villa María) é um município e localidade principal da província de Córdoba, Argentina. Pelo censo argentino de 2001, possui 3.819 habitantes, e é a principal cidade do departamento de Río Seco. Está localizada ao norte da província, pela Estrada Nacional 9, cerca de 27 km ao sul da divisa provincial com Santiago del Estero e 170 km à nordeste da capital da província, Córdoba.
Villa de María foi fundada em 1796 or 1797 pelo marquês Rafael de Sobremonte (então o Vice-rei do Prata), com o nome de Río Seco. Seu nome foi mudado para o a(c)tual pelo governador provincial Roque Ferreira em 26 de Maio de 1858.
A cidade é a terra natal do poeta Leopoldo Lugones (1874–1938), e a casa onde ele nasceu tornou-se um museu e um monumento histórico nacional argentino. A região foi também palco do assassinato do caudillo de Entre Ríos Francisco Ramírez, em 1821.